# Loutété
Loutété est une localité du sud-est de la République du Congo, chef-lieu du district de Mfouati, située dans le département de la Bouenza. Elle est traversée par le Chemin de fer Congo-Océan,.

## Économie

Cimenterie domaniale de Loutété (1969).
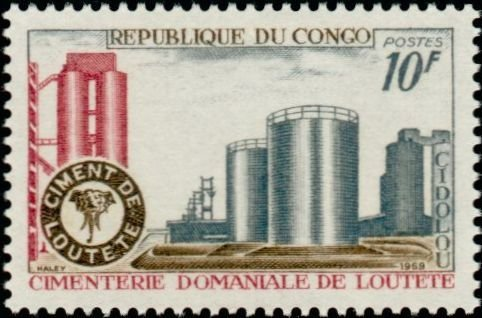
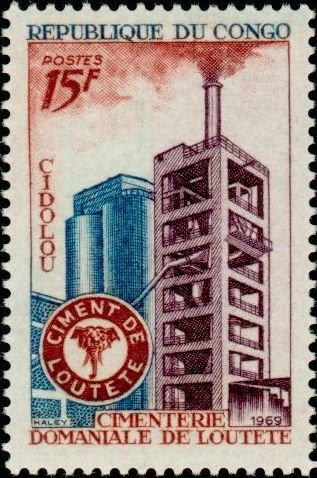
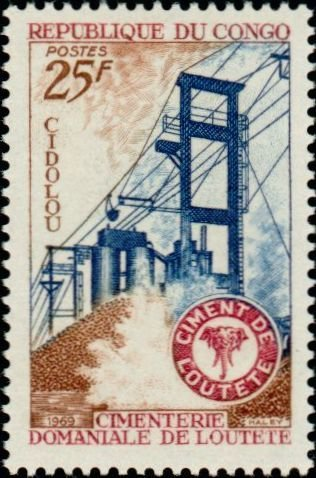
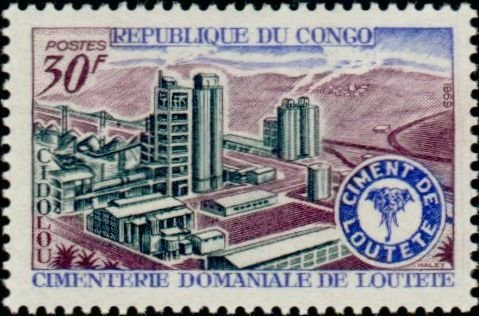